# Fredede bygninger i Læsø Kommune
Denne liste over fredede bygninger i Læsø Kommune viser alle fredede bygninger i Læsø Kommune, bortset fra kirker. Listen bygger på data fra Kulturarvsstyrelsen.
| Sagsnavn               | Komplekstype             | Opførelsesår | Adresse                           | Koordinater                                   | Fredningsår (1. fredning) | ID (Link til Kulturarv.dk) | Billede     |
| ---------------------- | ------------------------ | ------------ | --------------------------------- | --------------------------------------------- | ------------------------- | -------------------------- | ----------- |
| Alleen 1, Andrines Hus | Beboelseslænger (2 stk.) | 1780         | Alleen 1, 9940 Læsø               | 57°18′27″N 11°09′00″Ø / 57.30753°N 11.15008°Ø |                           | 825-402-1                  | Upload foto |
| Alléen 3               | Længehus                 | 1870         | Alleen 3, 9940 Læsø               | 57°18′19″N 11°09′08″Ø / 57.30521°N 11.15229°Ø |                           | 825-429-1                  | Upload foto |
| Alléen 5               | Længehus                 | 1877         | Alleen 5, 9940 Læsø               | 57°18′16″N 11°09′19″Ø / 57.30447°N 11.15519°Ø |                           | 825-445-1                  | Upload foto |
| Danzigmannvej 2        |                          | 1750         | Danzigmannvej 2, 9940 Læsø        | 57°18′31″N 11°08′59″Ø / 57.30860°N 11.14961°Ø |                           | 825-3568-1                 | Upload foto |
| Lille Stoklundvej 3    |                          | 1700         | Lille Stoklundvej 3, 9940 Læsø    | 57°15′21″N 11°03′04″Ø / 57.25584°N 11.05114°Ø |                           | 825-27688-1                | Upload foto |
| Lille Stoklundvej 25   |                          | 1750         | Stoklundvejen 25, 9940 Læsø       | 57°16′10″N 11°03′57″Ø / 57.26949°N 11.06594°Ø |                           | 825-12745-1                | Upload foto |
| Lille Strandgårdsvej 1 |                          | 1754         | Lille Strandgårdsvej 1, 9940 Læsø | 57°16′29″N 11°04′06″Ø / 57.27461°N 11.06826°Ø |                           | 825-8241-1                 | Upload foto |
| Lille Strandgårdsvej 1 |                          | 1700         | Lille Strandgårdsvej 1, 9940 Læsø | 57°16′29″N 11°04′06″Ø / 57.27461°N 11.06826°Ø |                           | 825-8241-2                 | Upload foto |
| Lille Strandgårdsvej 1 |                          | 1700         | Lille Strandgårdsvej 1, 9940 Læsø | 57°16′29″N 11°04′06″Ø / 57.27461°N 11.06826°Ø |                           | 825-8241-3                 | Upload foto |
| Mosevej 16             |                          | 1827         | Mosevej 16, 9940 Læsø             | 57°18′59″N 11°09′22″Ø / 57.31631°N 11.15617°Ø |                           | 825-4025-1                 | Upload foto |
| Museumsgården          |                          | 1677         | Museumsvej 3, 9940 Læsø           | 57°15′47″N 11°01′57″Ø / 57.26317°N 11.03262°Ø |                           | 825-8950-1                 | Upload foto |
| Nattergalevej 15       |                          | 1677         | Nattergalevej 15, 9940 Læsø       | 57°17′23″N 10°55′35″Ø / 57.28967°N 10.92647°Ø |                           | 825-9426-1                 | Upload foto |
| Tangborgvej 4          |                          | 1865         | Tangborgvej 4, 9940 Læsø          | 57°18′06″N 11°08′03″Ø / 57.30166°N 11.13413°Ø |                           | 825-17402-1                | Upload foto |